# Akbar Hashemi Rafsanjani
Akbar Hashemi Rafsanjani (persisk: اکبر هاشمی رفسنجانی; født 25. august 1934, død 8. januar 2017) var en iransk politiker, der var Irans fjerde præsident fra 1989 til 1997. 

## Biografi
Han blev gift i 1958, og han havde tre sønner, Mohsen, Mehdi og Yasser, (der er opkaldt efter den afdøde palæstinensiske leder og præsident Yasser Arafat), samt yderligere to døtre, Fatemeh og Faezeh. Han var barn af en velhavende bondefamilie og fik gennem tolv år en religiøs uddannelse i Qom, shiitternes hellige by. De sidste seks år blev han undervist af ayatollah Khomeini, og han var én af hans mest trofaste tilhængere.
Senere var han mindre interesseret i koranstudier, og han havde held til på én gang at pleje en karriere som politiker, hvad der medførte fire anholdelser, og som forretningsmand. I den sidste egenskab gennemførte han mellem 1960 og 1976 flere ejendomshandler, der gav ham gode fortjenester. Han blev også én af de største grossister i handlen med pistacienødder fra Iran, og han blev betragtet som den rigeste mand i landet.
I 1979, dvs. før shahens fald, havde basarens småhandlende givet ham tilnavnet "Akhbar Shah" (kong Akhbar), og han udgav han sig for at være deres repræsentant overfor internationale journalister. Det var i den sammenhæng, at han fastslog, at oprørsbevægelsen kun havde som mål at skabe en demokratisk republik. Da man senere i 1979 oprettede den islamiske republik Iran, var han et nøglemedlem af det Islamiske Revolutionære Råd bl.a. sammen med nuværende religiøse leder Ali Khamenei.
Rafsanjani blev også det iranske parlaments første formand efter oprettelsen af den islamiske republik. Han bestred den post, ind til han blev valgt til præsident i 1989. I de sidste år af Irak-Iran krigen, som varede fra 1980-88, udnævnte ayatollah Khomeini Rafsanjani til chef for de væbnede styrker. Det var også Rafsanjani, som fik ayatollah Khomeini til at acceptere den FN-sikkerhedsrådsresolution, der i realiteten stoppede krigen.
Rafsanjani blev valgt til præsident den 17. august 1989, hvor han efterfulgte Ali Khamenei og sad på posten til 1997, hvor han blev efterfulgt af Mohammad Khatami. Efter forfatningen havde han ikke mulighed for at genopstille. 
I 2000 stillede Rafsanjani op til parlamentsvalget, men var ikke blandt de 30 repræsentanter fra Teheran, som blev valgt. Alligevel lykkedes det Vogternes Råd at erklære flere stemmebokse ugyldige og på den måde få plads til den dengang 66 årige Rafsanjani. Lige inden han trådte til som medlem af parlamentet, valgte han overraskende at træde tilbage med begrundelse "at han bedre kunne tjene folket på andre måder". Rafsanjani stillede op til præsidentvalget i 2005, men led nederlag til Mahmoud Ahmadinejad.
Rafsanjani blev anset for at være en af Irans absolut mest indflydelsesrige politikere. Han var formand for Fremskyndelsesrådet, som mægler i konflikter mellem det iranske parlament og Vogternes Råd og viceformand for Ekspertforsamlingen, som udpeger Irans religiøse leder. Rafsanjani blev kaldt ayatollah af nogle (bl.a. avisen "Hamshahri"), men i den islamiske rangorden var han kun indehaver af den lavere titel hojatoleslam.

## I årstal
1934: Rafsanjani blev født

1979: Medlem af Det Islamiske Revolutionære Råd

1989: Valgt til præsident

1993: Genvalgt til præsidentposten

2000: Rafsanjani stiller op til parlamentsvalget og bliver valgt ind med hjælp fra Vogternes Råd

2005: Han genopstillede til præsidentvalget, men tabte til Mahmoud Ahmadinejad

2017: Rafsanjani døde den 8. januar